# Sebastian Schubert
Sebastian Schubert, född den 17 juli 1988 i Hamm i Tyskland, är en tysk kanotist. Han tog VM-guld i K-1 i slalom 2011 i Bratislava.